# Papilio zenobia
Espèce
Papilio zenobia ou Écharpe tachetée de noir est une espèce de lépidoptères (papillons) de la famille des Papilionidae. Cette espèce est présente en Afrique subsaharienne : Guinée, Sierra Leone, Libéria, Côte d'Ivoire, Ghana, Nigéria (sud), Cameroun, Guinée équatoriale (Bioko), Gabon, Angola, République démocratique du Congo, Ouganda (ouest).

## Description
Le dimorphisme sexuel est faible. À l'avers les ailes sont marron foncé. Les ailes antérieures portent une bande assez large de couleur crème, dentelée sur un côté, et qui se prolonge dans la cellule, ainsi qu'une macule de même couleur à l'apex. Les ailes postérieures sont arrondies, dentelées et sans queues. Elles portent une bande crème assez large dans le prolongement de celle des ailes antérieures.

Au revers les ailes sont marron, plus clair qu'à l'avers. Les motifs sont similaires, mais les ailes postérieures ont une aire basale orangée avec trois macules noires, des veines noires et des traits noirs dans les espaces interveineux. La bande blanche des ailes postérieures est également plus étroite. Le corps est noir avec des macules blanches.

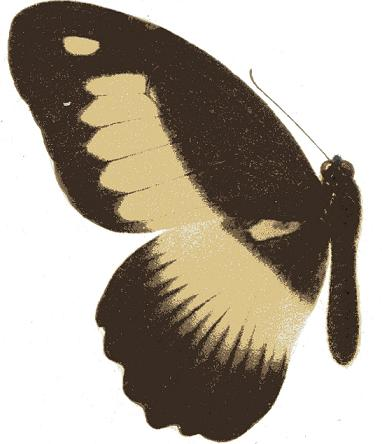
Papilio zenobia (illustration de l'avers)

## Écologie
La femelle pond ses œufs isolément sur la plante-hôte. Chez cette espèce les plantes-hôte identifiées sont Piper umbellatum et d'autres espèces du genre Piper. Comme chez les autres espèce de Papilio les chenilles passent probablement par cinq stades avant de se changer en chrysalide, et la chrysalide est fixée à son support par son crémaster et par une ceinture de soie.
Les adultes volent rapidement le long des sentiers forestiers . Les deux sexes se nourrissent du nectar des fleurs.

## Habitat et répartition
Papilio zenobia est présent dans l'écozone afrotropicale : Guinée, Sierra Leone, Libéria, Côte d'Ivoire, Ghana, Nigéria (sud), Cameroun, Guinée équatoriale (Bioko), Gabon, Angola, République démocratique du Congo, Ouganda (ouest). L'espèce vit dans les forêts tropicales humides qui sont dans un état bon ou raisonnable.

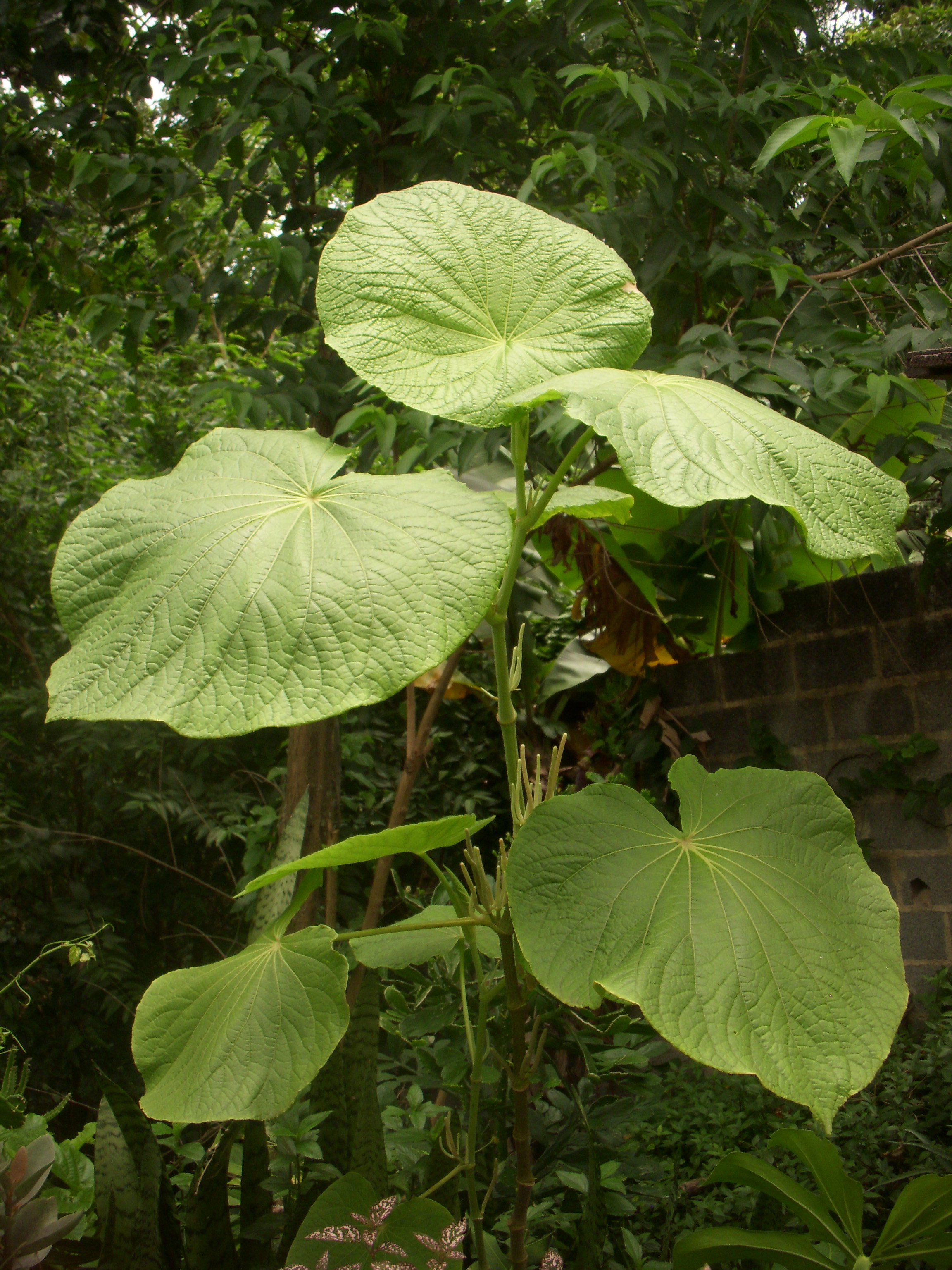
Piper umbellatum (plante-hôte)
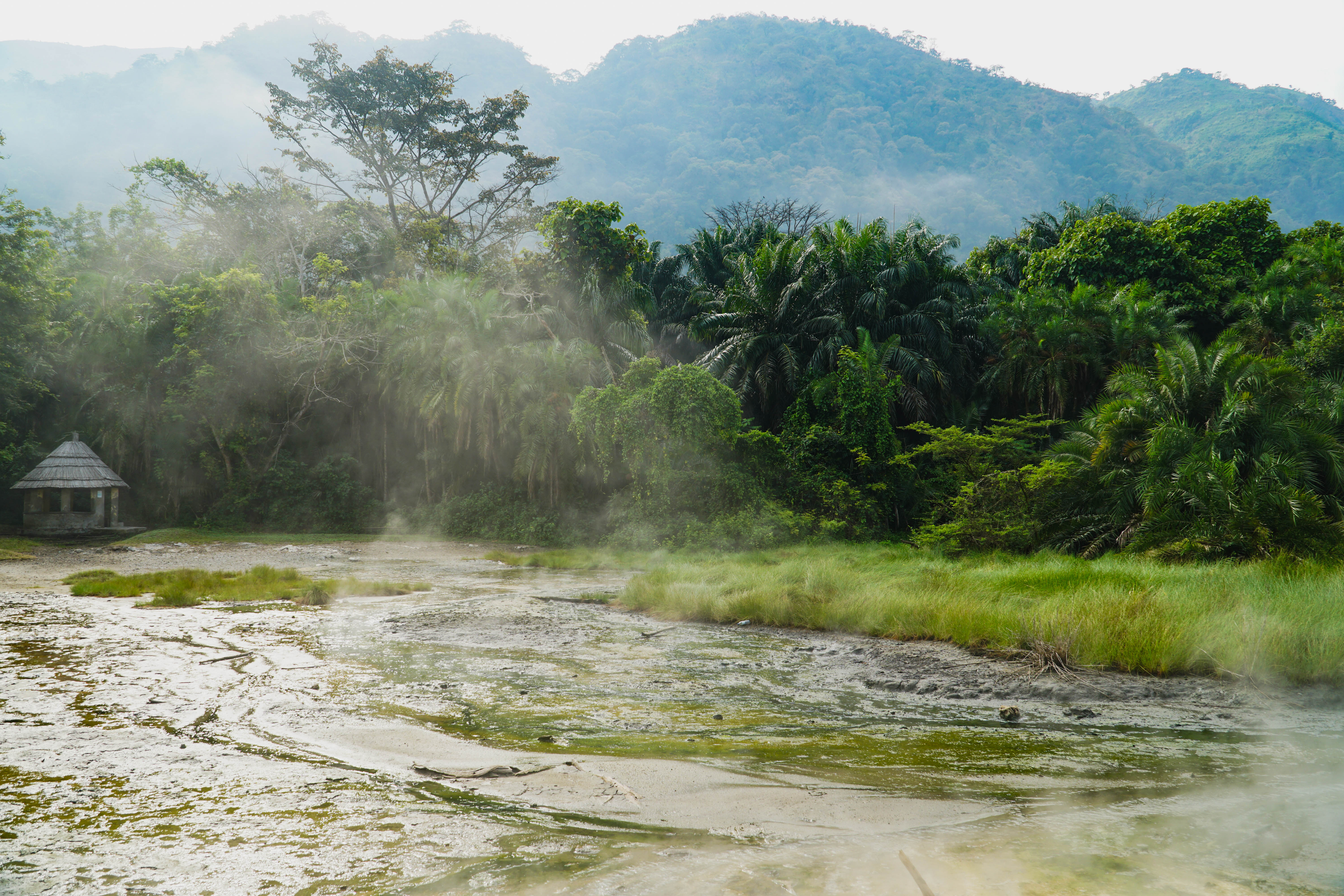
Forêt de l'Ituri (République démocratique du Congo).
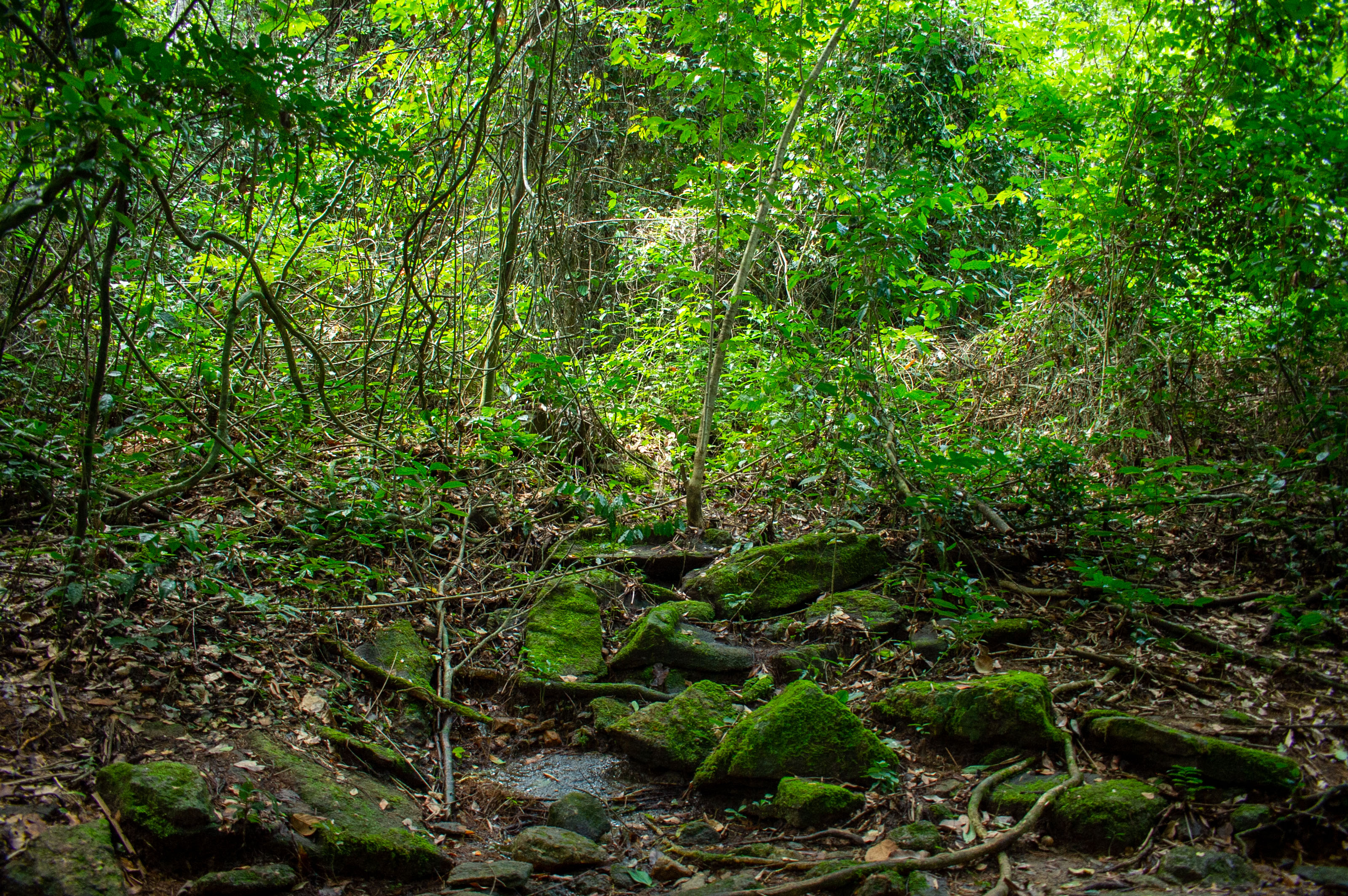
Parc national de Kakum (Ghana)

## Systématique
L'espèce Papilio zenobia a été décrite pour la première fois en 1775 par l'entomologiste Johan Christian Fabricius dans Systema entomologiae, à partir d'un spécimen du Sierra Leone. Elle est l'espèce-type d'un groupe formé d'une dizaine de Papilio africains.

## Papilio zenobiaet l'Homme

### Nom vernaculaire
Papilio zenobia est appelé en anglais "Black-spotted Sash" et "Zenobia swallowtail". 

### Menaces et conservation
Cette espèce n'est pas évaluée par l'UICN. Elle est beaucoup plus rare que Papilio cyproeofila.